# Skatt Bros.
Skatt Bros. war eine US-amerikanische Band, die 1979 von Sean Delaney und Richie Fontana in Los Angeles gegründet wurde und einen Plattenvertrag bei Casablanca Records erhielt.

## Geschichte
Sean Delaney gründete die Band 1979. Zur Gründungsbesetzung gehörten neben Delaney der Schlagzeuger und Gitarrist Richie Fontana, der Bassist Pieter Sweval, der zuvor bei Looking Glass und Starz gespielt hatte, sowie der Gitarrist David Andez, der 1979 Begleitgesang für das Village-People-Album Live and Sleazy gesungen hatte. Neil Bogart nahm sie für Casablanca Record & FilmWorks unter Vertrag.
Die Band veröffentlichte das von Fontana und Andez geschriebene Lied Walk the Night als Single, die Platz 9 der Billboard Dance Music/Club Play Singles erreichte. Außerdem erschien das Album Strange Spirits, aus dem neben Walk the Night drei weitere Singles ausgekoppelt wurden. In einem zeitgenössischen Zeitungsartikel wurde die Musik der Gruppe als „tanzorientierter Rock“ (dance-oriented rock) beschrieben. 1981 erschien das zweite Album der Gruppe, Rico & The Ravens, das jedoch nur in Australien veröffentlicht wurde. Dort hatte die Band mit dem Lied Life at the Outpost 1979 einen Hit gehabt.
Walk the Night wurde 2008 für den Soundtrack des Spiels Grand Theft Auto IV verwendet. Das Lied läuft dort auf dem Sender K109 The Studio.

## Diskografie
- 1979: Strange Spirits (Album)
- 1981: Rico & The Ravens (Album)